# Rafael Mosca
Rafael Motta Bacêllo Mósca (Río de Janeiro, Brasil, 13 de mayo de 1982) es un nadador retirado especializado en pruebas de estilo libre. Fue medalla de bronce en la prueba de 4x200 metros libres en el Campeonato Mundial de Natación en Piscina Corta de 2004.
Representó a Brasil en los Juegos Olímpicos de Atenas 2004.

## Palmarés internacional
| Campeonato Mundial de Natación en Piscina Corta | Campeonato Mundial de Natación en Piscina Corta | Campeonato Mundial de Natación en Piscina Corta | Campeonato Mundial de Natación en Piscina Corta |
| Año                                             | Lugar                                           | Medalla                                         | Prueba                                          |
| ----------------------------------------------- | ----------------------------------------------- | ----------------------------------------------- | ----------------------------------------------- |
| 2004                                            | Indianápolis (Estados Unidos)                   | Medalla de bronce                               | 4 × 200 m libre                                 |